# Aeropuerto Internacional de Bellingham
El Aeropuerto Internacional de Bellingham (del inglés: Bellingham International Airport) (IATA: BLI, OACI: KBLI, FAA LID: BLI) es un aeropuerto ubicado a 5 km (3 millas) al noroeste de Bellingham, Condado de Whatcom, Washington, Estados Unidos. BLI cubre 2190 acres (886 ha) de terreno y es el tercer aeropuerto comercial más grande de Washington.
Bellingham es una alternativa de tarifas bajas al Aeropuerto Internacional de Vancouver y se estima que el 65% de los clientes provienen de Canadá. Está a solo 87 km (54 millas) del centro de Vancouver y a solo 37 km (23 millas) del cruce fronterizo Peace Arch, donde comienza el Gran Vancouver.

## Aerolíneas y destinos

### Pasajeros
| Aerolíneas        | Destinos                                                                          |
| ----------------- | --------------------------------------------------------------------------------- |
| Alaska Airlines   | Seattle/Tacoma                                                                    |
| Allegiant Air     | Las Vegas, Los Ángeles, Oakland, Palm Springs, Phoenix/Mesa Estacional: San Diego |
| San Juan Airlines | Eastsound, Friday Harbor, Lopez, Blakely Island, Roche Harbor                     |

San Juan Airlines se fusionó con Northwest Sky Ferries en 2009. Esta aerolínea fusionada ofrece vuelos regulares y chárter desde Bellingham a las Islas San Juan en Washington, Seattle, Tacoma, Port Angeles, Olympia y Columbia Británica. San Juan Airlines también sirve a Bellingham; ofreciendo vuelos regulares y chárter a las islas San Juan y Columbia Británica. Las aerolíneas Northwest Sky Ferry y San Juan ofrecen servicio de aviones de hélice con aviones Cessna 206, 207 y 182.
El 25 de abril de 2024, Southwest Airlines anunció que detendrá las operaciones en el Aeropuerto Internacional Bellingham (Denver, Las Vegas, Oakland) después del 4 de agosto de 2024.

### Carga
| Aerolíneas    | Destinos       |
| ------------- | -------------- |
| Ameriflight   | Seattle–Boeing |
| FedEx Express | Seattle/Tacoma |

## Estadísticas

### Número de pasajeros
| Año  | Pasajeros | Cambio | Pasajeros totales 2008–presente (en cientos de miles) |
| ---- | --------- | ------ | ----------------------------------------------------- |
| 2008 | 535 000   | -      |                                                       |
| 2009 | 635 000   | +18.7% |                                                       |
| 2010 | 773 000   | +21.7% |                                                       |
| 2011 | 1 003 000 | +29.8% |                                                       |
| 2012 | 1 116 000 | +11.3% |                                                       |
| 2013 | 1 163 000 | +4.2%  |                                                       |
| 2014 | 1 073 749 | −7.7%  |                                                       |
| 2015 | 878 000   | −18.2% |                                                       |
| 2016 | 835 860   | −4.8%  |                                                       |
| 2017 | 740 044   | −11.5% |                                                       |
| 2018 | 736 372   | −0.5%  |                                                       |
| 2019 | 671 232   | −8.8%  |                                                       |
| 2020 | 196 512   | −70.7% |                                                       |
| 2021 | 320 320   | +63.0% |                                                       |
| 2022 | 633 386   | +97.7% |                                                       |
| 2023 | 620 000   | -2.1%  |                                                       |
| 2024 | 529 000   | -14.7% |                                                       |